# Nesoecia insignis
Nesoecia insignis är en insektsart som först beskrevs av Morgan Hebard 1932.  Nesoecia insignis ingår i släktet Nesoecia och familjen vårtbitare. Inga underarter finns listade i Catalogue of Life.